# Jarlinson Pantano
Jarlinson Pantano Gómez (* 19. November 1988 in Cali (Valle del Cauca)) ist ein ehemaliger kolumbianischer Bahn- und Straßenradrennfahrer.

## Karriere
Bei den Panamerikanischen Meisterschaften 2005 gewann den Titel im Zweier-Mannschaftsfahren und gewann die Bronzemedaille in der Mannschaftsverfolgung. Jarlinson Pantano begann seine Profi-Karriere 2007 bei dem kolumbianischen Continental Team Colombia es Pasión. In der Saison 2008 belegte er den zweiten Platz in der Gesamtwertung beim Grand Prix Tell, und bei der Tour de l’Avenir wurde er Siebter. Außerdem startete er bei den Straßenweltmeisterschaften in Varese in der U23-Klasse, wo er im Zeitfahren 50. und im Straßenrennen 81. wurde. Im Jahr darauf gewann Pantano die fünfte Etappe beim Coupe des Nations Ville Saguenay.
2011 entschied Pantano eine Etappe der Vuelta a Colombia für sich. 2016 war das erfolgreichste Jahr seiner Sportlaufbahn, als er jeweils eine Etappe der Tour du Suisse sowie der Tour de France gewann. Im selben Jahr startete er beim Straßenrennen der Olympischen Spiele in Rio de Janeiro, konnte aber das Ziel nicht erreichen. 2017 wurde er kolumbianischer Meister im Einzelzeitfahren und Vize-Meister auf der Straße. 2018 gewann er eine Etappe der Katalonien-Rundfahrt.

## Doping
Bei einer Trainingskontrolle am 26. Februar 2019 wurde Pantano positiv auf Epo getestet. Er wurde vom Weltradsportverband UCI vorläufig suspendiert. Pantano erklärte daraufhin seinen Rücktritt vom Leistungsradsport; zwar sei er unschuldig, wolle aber nicht sein Geld darauf verschwenden, sich gegen die UCI rechtlich zur Wehr zu setzen. Im Mai 2020 gab die UCI bekannt, dass Pantano für vier Jahre bis zum April 2023 gesperrt wurde.

## Erfolge
2009
- eine Etappe Coupe des Nations Ville Saguenay

2011
- eine Etappe Vuelta a Colombia

2016
- eine Etappe Tour de Suisse
- eine Etappe Tour de France

2017
- Kolumbianischer Meister – Einzelzeitfahren
- Kolumbianische Meisterschaft – Straßenrennen

2018
- eine Etappe Katalonien-Rundfahrt

## Grand-Tour-Platzierungen
| Grand Tour            | 2013 | 2014 | 2015 | 2016 | 2017 | 2018 |
| --------------------- | ---- | ---- | ---- | ---- | ---- | ---- |
| Giro d’ItaliaGiro     | 46   | 32   | –    | –    |      | 54   |
| Tour de FranceTour    | –    | –    | 19   | 19   | 46   | –    |
| Vuelta a EspañaVuelta | –    | –    | –    | –    |      | –    |

## Teams
- 2007 Colombia es Pasión
- 2008 Colombia es Pasión
- 2009 Colombia es Pasión Coldeportes
- 2010 Café de Colombia-Colombia es Pasión
- 2011 Colombia es Pasión-Café de Colombia
- 2012 Colombia-Coldeportes
- 2013 Colombia
- 2014 Colombia
- 2015 IAM Cycling
- 2016 IAM Cycling
- 2017 Trek-Segafredo
- 2018 Trek-Segafredo
- 2019 Trek-Segafredo (bis 16. April)